# Бугарски лев
Лев (скраћено: лв или lv) је новчана јединица Бугарске. Употребљава се од 1881. Дели се на 100 „стотинки“. Назив му произилази из речи „лъв“ - лав у бугарском језику, употребљаван у 19. веку.
Инфлација у 2008. је износила 7,8%.
Код бугарске новчане јединице по међународном стандарду ISO 4217 је BGN. Употребљавају се и други кодови за лев:
- BGL - за вредности пре деноминације из 1999 г.
- BGK - за вредности пре деноминације из 1962 г.
- BGJ - за вредности пре деноминације из 1952 г.

- 1999 Бугарских 20 лева
- 2003 Бугарских 100 лева спреда
- 2003 Бугарских 100 лева позади